# Penara Kebun
Penara Kebun is een bestuurslaag in het regentschap Deli Serdang van de provincie Noord-Sumatra, Indonesië. Penara Kebun telt 282 inwoners (volkstelling 2010).